# Danish Blue (queijo)
Danablu, também conhecido pela marca registrada Danish Blue Cheese, é um queijo azul de sabor forte. De origem dinarmaquesa, é um queijo levemente úmido, de textura semimacia e coloração branca-amarelada. Produzido a partir de leite integral e creme homogenizado, contém entre 25 e 30% de gordura e é envelhecido por um tempo de oito a doze semanas.
Antes do envelhecimento, arames e varetas de cobre são inseridas na coalhada para permitir o crescimento homogêneo do fungo (Penicillium roqueforti) por todo o produto. Os marcas desse processo são visíveis quando o queijo é cortado para ser servido.
Danablu foi criado no começo do século XX por um produtor de queijos dinamarquês chamado Marius Boel, com a intenção de produzir um queijo semelhante ao Roquefort. Danablu tem um sabor suave, salgado, e é geralmente servido em pedaços pequenos com salada ou em sobremesas com frutas. Na Dinamarca, é servido em sanduíches ou com bolachas Cream Cracker.
Danablu, Danbo e Esrom são os únicos queijos dinarmaqueses com a certificação Indicação Geográfica Protegida (IGP), fornecida pela União Europeia,, o que significa que podem ser produzidos apenas na Dinamarca, com leite Dinamarquês e em instalações aprovadas de acordo com especificações determinadas.